# ハジロクロエリショウノガン
ハジロクロエリショウノガン（学名：Eupodotis afraoides）は、ツル目ノガン科に分類される鳥類の一種。

## 分布
アンゴラ、ボツワナ、レソト、南アフリカ、ナミビア